# Наскрізна аналітика
Наскрізна аналітика (end-to-end analytics) в маркетингу — метод аналізу ефективності маркетингових інвестицій (ROMI) на основі даних, які простежують повний шлях клієнта, починаючи від перегляду рекламного оголошення, відвідування сайту і закінчуючи продажем і повторними продажами (LTV). При наявності декількох рекламних торкань, що передують продажу, застосовуються різні моделі атрибуції. Базується на вебаналітиці та когортному аналізі даних з CRM/ERP.
Зазвичай для наскрізної аналітики потрібно об'єднати інформацію з рекламних каналів (наприклад, Google AdWords, Facebook Ads), каналів комунікації (телефонний дзвінок, онлайн-замовлення через кошик на сайті, електронна пошта та ін.) і CRM-системи, де знаходиться інформація про продажі.

## Використання
Традиційні методи аналітики в маркетингу дають інформацію тільки про те, скільки показів, кліків та переходів на сайті може дати реклама та скільки коштів було витрачено взагалі. Однак цього недостатньо, щоб мати повне уявлення про ефективність викоританих засобів, інструментів та методів. Але маркетологу дуже важливо розуміти скільки були витрачено коштів та скільки (а також яких) було зроблено дій, які спонукали користувача здійснити дзвінок або замовлення. Скільки разів він шукав це товар або послугу в інтернеті, активував рекламу, дивився публікації в соціальних мережах. 

#### Схема взаємодії систем в наскрізній аналітиці
Існують різні онлайн-сервіси, що надають сервіс у вигляді SAAS-рішень. Часто мають вбудовану CRM або інтегруються зі сторонніми системами. Для відстеження телефонних дзвінків використовується колл-трекінг. Для ідентифікації клієнта на різних пристроях часто використовується client_id Google Analytics.

## Що відслідковує
- ефективність всіх рекламних кампаній по всім каналам просування (електронна пошта, соціальні мережі, пошук та ін.)
- якість та кількість конверсій (дзвінок, заповнення форм, активація, звернення в чат та ін.)
- коефіцієнт конверсій
- дані з CRM
- ефективність роботи маркетингового відділу в цілому

- ефективність роботи відділу продаж

## Переваги
- аналізує всі дії користувачів сайту, а не тільки тих хто купував
- знаходить не ефективні рекламні кампанії та канали просування
- зберігає всі дії конкретного користувача від першої взаємодії до покупки
- досліджує всі активності користувача по воронці продаж
- рахує скільки бюджету було використано на кожному етапі однієї покупки — від першого кліку на рекламу до спілкування з менеджером
- всі дані та показники (метрики) та KPI можуть бути зведені в єдиний звіт з усіх активних маркетингових каналів